# Чернышёв, Евгений Николаевич
Евге́ний Никола́евич Чернышёв (31 августа 1963, Москва, СССР — 20 марта 2010, Москва, Россия) — советский и российский пожарный, начальник Службы пожаротушения Федеральной противопожарной службы ГУ МЧС России по г. Москве, полковник внутренней службы. Герой России (посмертно).

## Биография
После окончания московской средней школы № 656 им. А. С. Макаренко в 1980 году поступил в Ленинградское пожарно-техническое училище МВД СССР. Окончив училище в 1983 году, был распределён для дальнейшего прохождения службы инструктором профилактики в ВПЧ-10 УПО-3 ГУПО МВД СССР. С 1987 года проходил службу в Московском гарнизоне пожарной охраны.
В 2002 году возглавил службу пожаротушения Главного управления МЧС России по городу Москве. По долгу службы выезжал на самые тяжёлые и сложные пожары в столице. На его счету в должности руководителя службы пожаротушения более 250 крупных пожаров, десятки спасённых жизней. В 2000 году участвовал в тушении пожара на Останкинской башне, в 2006 году руководил тушением пожара в Главном здании МГУ им. М. В. Ломоносова.
В 2000 году принял участие в телешоу на НТВ «Экстремальные ситуации» и одержал победу в суперигре, выиграв автомобиль «Volkswagen Golf».
В 2008 году Московскому правительству был подарен 385-сильный внедорожник Porsche Cayenne, которое впоследствии передало его Московской службе пожаротушения.
Первое, что сделал Евгений Чернышёв — это переделал Cayenne в полноценный пожарный автомобиль. Из пятиместного он превратился в трёхместный, потому что половину салона заняли баллоны со сжатым воздухом, огнетушители, маски, резервуары, сабельная пила, набор цепей, запасной аккумулятор.

## Гибель
20 марта 2010 года на севере Москвы в бизнес-центре по 2-й Хуторской улице, 38, произошёл пожар. Огонь охватил 4 этажа пятиэтажного здания. На момент прибытия первых пожарных огонь бушевал на первом этаже на площади 300 квадратных метров, после чего в считанные минуты перекинулся на пятый этаж по обшивке стен и по вентиляции, а оттуда — на нижние этажи. В итоге общая площадь возгорания составила 800 квадратных метров. Евгений Чернышёв лично вывел на улицу группу людей, а затем вернулся в здание. По рации Чернышёв сообщил, что у него заканчивается кислород в дыхательном аппарате. А потом в помещении, где он находился, обрушилась кровля, и он погиб под её обломками.
Отпевание Чернышёва состоялось 23 марта 2010 года в Свято-Даниловом монастыре в Москве, похороны — 24 марта 2010 года на Митинском кладбище в Москве. У Чернышёва остались жена Марина и сын Даниил.

## Память
Чернышёв был верующим человеком и являлся активным членом прихода храма-часовни в честь иконы Божией Матери «Неопалимая Купина» при управлении государственной противопожарной службы. Соболезнования в связи с его кончиной высказал предстоятель Русской православной церкви Патриарх Кирилл.
Фотография Евгения Чернышёва, сделанная во время тушения пожара в Останкинской телебашне, была использована на фальшивом почтовом блоке, изданном от имени почтовой службы Республики Сомали. Персональных данных Чернышёва на блоке не содержится, скорее всего фото было взято из интернета и подошло как символ простого пожарного.

## Награды
- Герой Российской Федерации (24 марта 2010 года)[1]
- орден «За личное мужество»
- медаль «За отвагу»
- медаль «За отвагу на пожаре»
- медаль Жукова
- медаль «В память 850-летия Москвы»
- медаль «За заслуги в проведении Всероссийской переписи населения»
- медаль «70 лет Вооружённых Сил СССР»
- ведомственные и общественные медали Российской Федерации

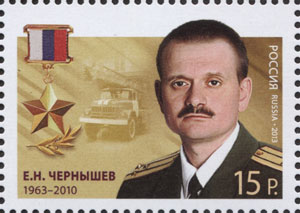
Почтовая марка России, 2013 год.
Фальшивый почтовый блок с портретом Е. Н. Чернышёва, изданный от имени почтовой службы Сомали.
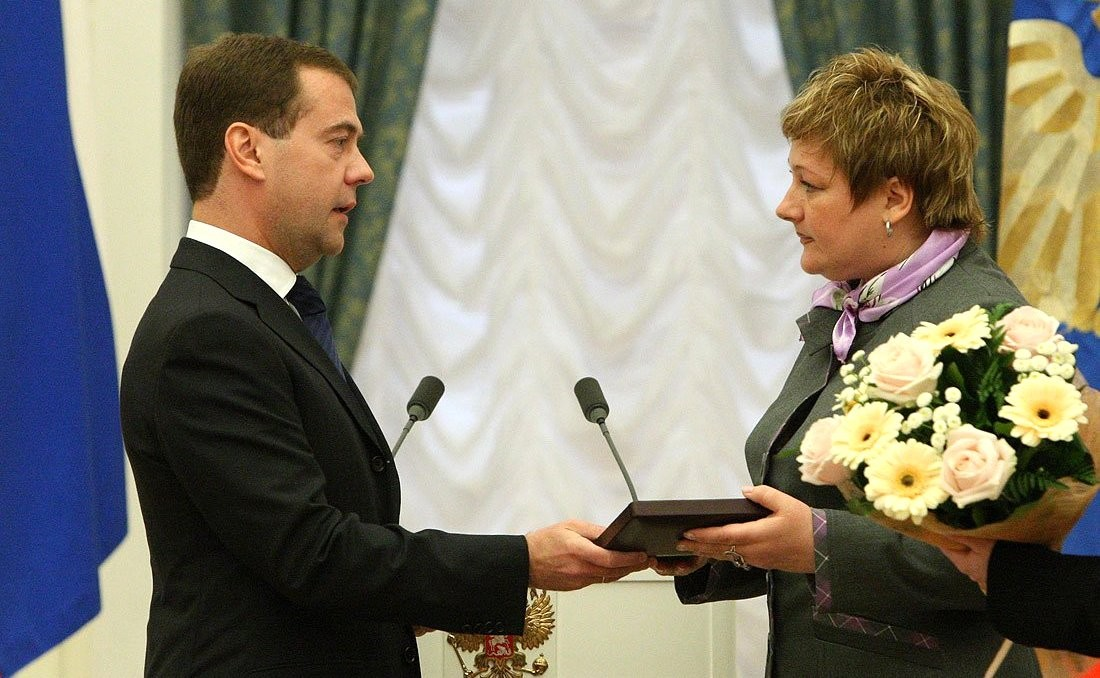
Вручение вдове Марине Чернышёвой «Золотой Звезды» Героя России, 6 мая 2010 года.

## Память

Памятник на Митинском кладбище

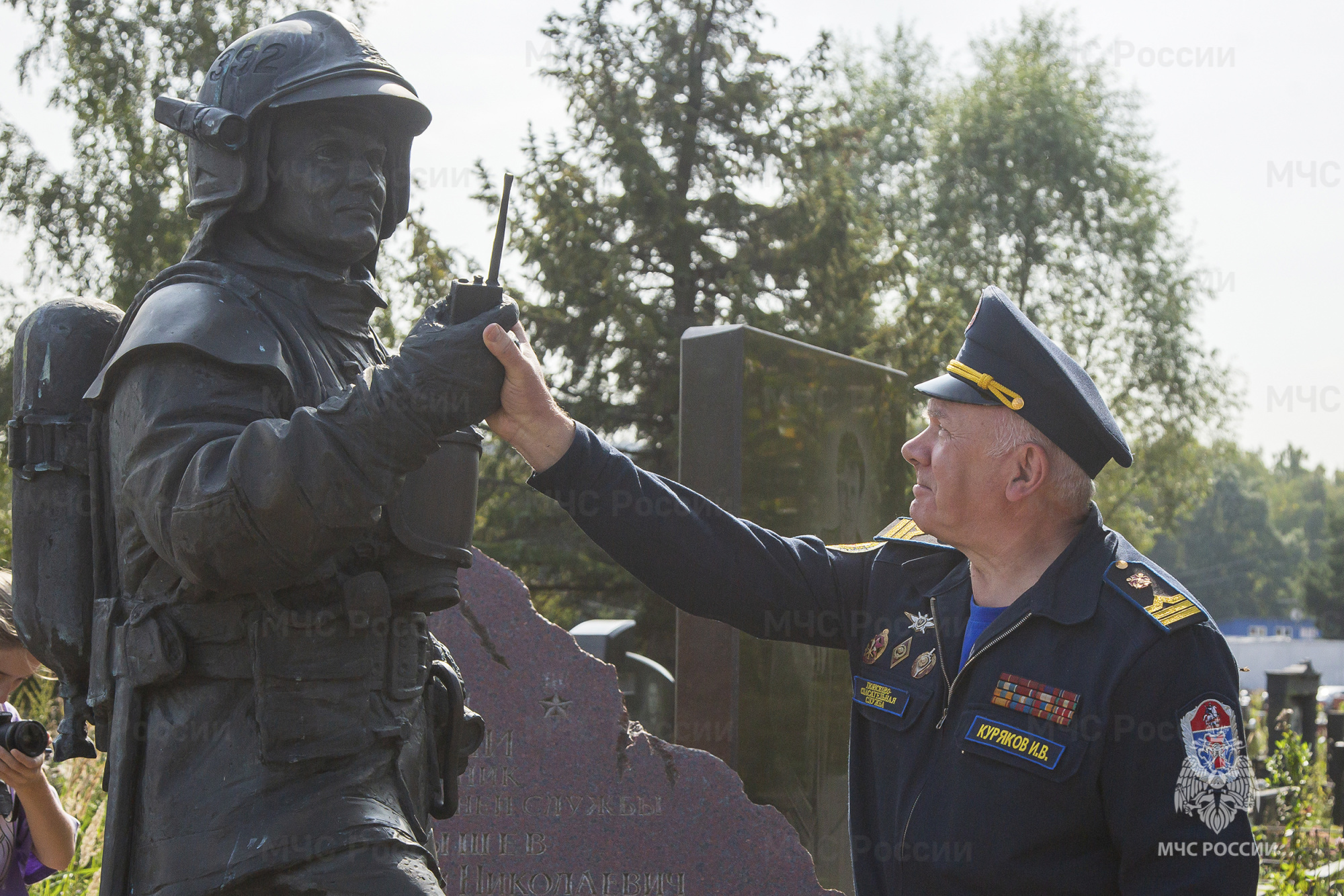
Сослуживец пришёл почтить память друга

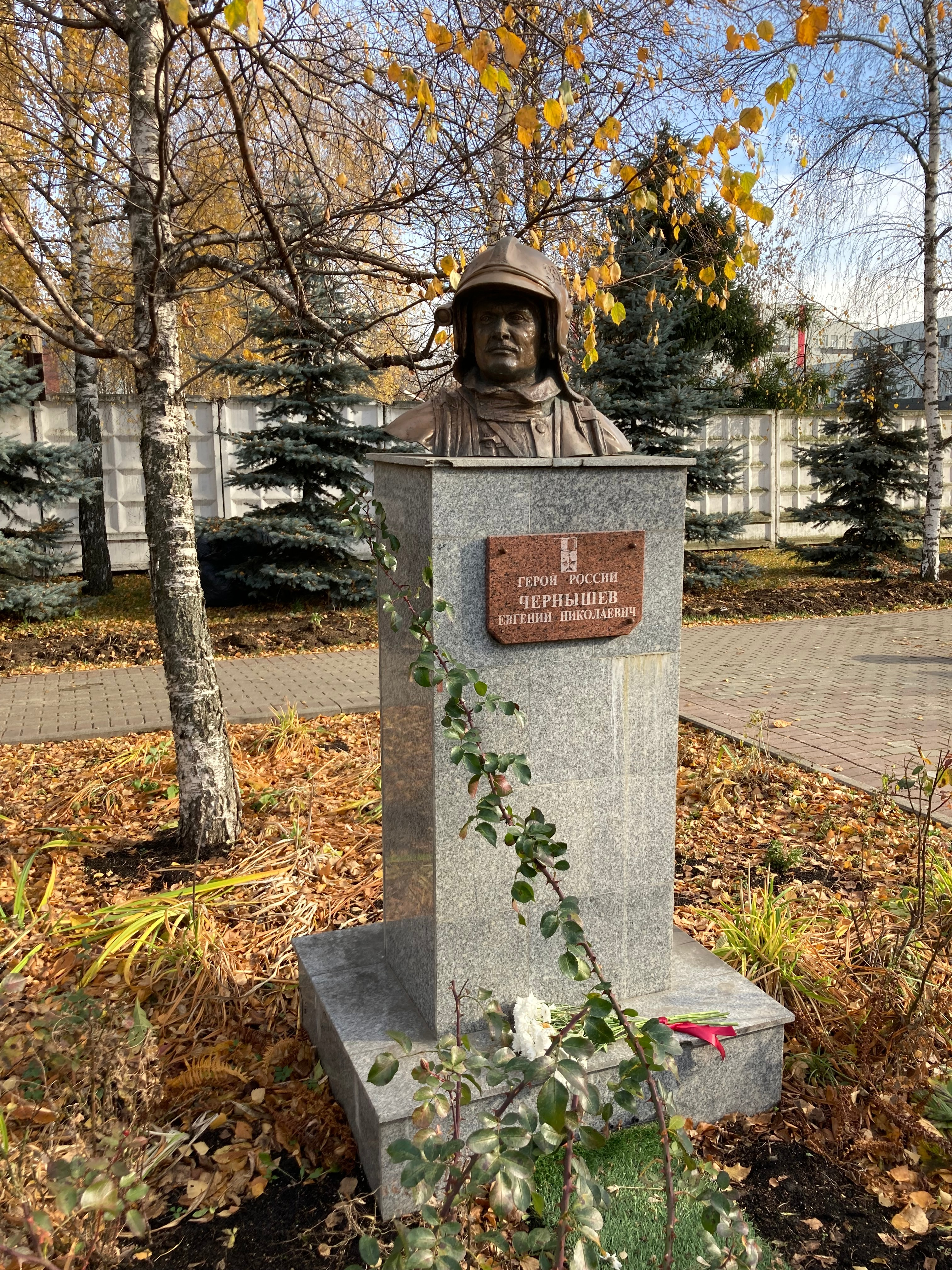
Памятник возле Специальной пожарно-спасательной части № 13

- Именем Е. Н. Чернышева названа 13-я пожарная часть Московского управления МЧС (Дмитровское шоссе, 102), а также пожарно-спасательный корабль московского МЧС[10].
- Именем Е. Н. Чернышева названа улица в посёлке Филимонки (Новомосковский административный округ Москвы)[11].
- 31 августа 2013 года возле 13-й пожарной части открыта аллея памяти, установлен постамент Евгения Чернышева.
- Теплозащитному экрану «Согда» 1В присвоено имя Е. Н. Чернышёва[12].
- Имя Героя России Евгения Николаевича Чернышёва присвоено ГБОУ «Школа имени Героя РФ Е. Н. Чернышёва» города Москвы[13], а также кадетским классам: «Пожарный кадет» ГБОУ СОШ № 4 имени В. П. Глушко города Байконур (2014) и ГБОУ «Школа № 2120» города Москвы[14].
- На торцевой стене девятиэтажного жилого дома в Москве по адресу Реутовская улица, дом 2, в котором жил Евгений Чернышев, изображён в виде граффити портрет Героя с подписью: «Горжусь тем, что я пожарный…»[15].
- 22 мая 2023 года имя Евгения Чернышёва присвоено пожарному депо в хуторе Закутском Волгоградской области[16].
- В октябре 2022 года Советом ветеранов ГУ МЧС по городу Москве учреждена общественная имени Чернышёва «Жизнь во имя спасения»[17].